# 대튀르크 전쟁
대튀르크 전쟁(독일어: Großer Türkenkrieg), 또는 신성 동맹 전쟁(튀르크어: Kutsal İttifak Savaşları)은 오스만 제국과 신성 동맹 사이에서 벌어진 일련의 전쟁을 가리킨다. 신성 동맹에는 신성 로마 제국, 폴란드-리투아니아, 베네치아 공화국, 러시아 차르국, 헝가리 왕국이 포함되어 있었다. 치열한 전투는 1683년에 시작되어 1699년 카를로비츠 조약의 체결로 끝났다. 이 전쟁은 오스만 제국에 있어 패배로 기록되었으며, 헝가리와 폴란드-리투아니아 연방, 서부 발칸 반도의 일부 등에서 처음으로 상당한 영토를 상실하게 되었다. 이 전쟁은 러시아가 서유럽과 동맹을 맺은 첫 사례라는 점에서도 중요한 의미를 지닌다. 프랑스 왕국은 신성 동맹에 참여하지 않았는데, 이는 1673년에 루이 14세가 오스만 제국 내 가톨릭 보호자로 인정받는 대가로 프랑스-오스만 동맹을 부활시키는 데 합의했기 때문이다.
1683년 3월 31일 폴란드-리투아니아의 왕 얀 3세 소비에스키는 유럽에서 오스만 제국이 확장하는 것을 두려워하였고, 이에 따라 친오스만-프랑스파가 거대야당으로 있었던 셰임의 반대에도 불구하고 신성 로마 제국의 레오폴드 1세와 동맹 조약인 바르샤바 조약을 맺었다. 바르샤바 조약에 따라 폴란드-리투아니아는 1683년 7월 29일 발발한 빈 전투에서 오스만 제국을 격파하고 빈을 지켜냈지만, 교황 인노첸시오 11세는 오스만 제국의 재침을 우려하여 베네치아 공화국이 포함된 새로운 동맹을 생각해 오스만 제국의 공격을 물리치려고 했다. 베네치아 공화국 역시 반오스만 동맹에 참여하려는 의사를 지속적으로 피력했지만, 신성 로마 제국과의 정치적 갈등으로 인해 교황의 선의와 교황령 내 특권을 보장받은 이후 동맹에 참여했다. 1684년 3월 5일 신성 동맹이 수립되었지만, 러시아 차르국은 폴란드와의 갈등으로 인해 동맹에 참여하지 않고 있었다.
동맹이 아직 성사되지 않았지만, 신성 로마 제국과 폴란드-리투아니아 연합군은 옛 헝가리 왕국 각지에서 오스만 제국과 산발적인 교전을 이어갔다. 1683년 파르카니 전투에서 연합군은 오스만 제국을 상대로 승리를 거두었다. 뒤이어 폴란드-리투아니아군은 우안 우크라이나의 헤트만이었던 스테판 쿠니츠키를 사령관으로 임명한 뒤 몰다비아를 습격했다. 그러나 1683년 12월 레니에서 오스만 제국-크림 칸국 연합군이 폴란드-리투아니아군과 맞붙었고 4일 간의 전투 끝에 오스만 연합군이 승리하면서 폴란드의 습격 작전은 실패로 끝나게 되었다.
1684년 3월 5일 신성 동맹이 체결된 이후, 신성 로마 제국과 폴란드-리투아니아는 오스만 제국이 점령한 뒤 분할한 옛 헝가리 왕국의 영토에서 전쟁을 이어나갔다. 1684년 7월 14일 신성 로마 제국군은 헝가리 왕국의 옛 수도인 부다를 포위했으나 실패했다. 그러나 신성 로마 제국군은 1684년부터 에페리에시, 비셰그라드, 에스테르곰, 바츠 등 옛 헝가리 왕국의 영토에서 승리를 거두었다. 한편 베네치아 공화국도 1684년 4월 12일 오스만 제국을 상대로 전쟁을 시작했다. 옛 헝가리 왕국의 영토 대부분을 탈환한 신성 동맹군은 발칸반도로 진격했고, 폴란드-리투아니아도 다시 몰다비아로 진격했다. 1686년 4월 26일 폴란드-리투아니아와 평화 협정을 체결한 러시아 차르국도 신성 동맹에 가입해 오스만 제국과의 전쟁에 참여했다.
러시아 차르국이 참전한 이후에도 베네치아 공화국과 오스만 제국의 전쟁은 서로 치열한 공방을 벌이고 있었고, 폴란드-리투아니아는 몰다비아에서 오스만 제국-크림 칸국 연합군에 패배를 거듭하고 있었으며, 러시아 차르국은 1687년 크림반도를 공격했다가 오스만 제국의 청야 전술로 보호로디츠카 요새만 지은 채 퇴각했다. 하지만 다른 동맹군과의 전황과는 달리, 신성 로마 제국군은 1686년 세르비아 민병대를 조직하는 한편, 크로아티아와 보스니아 등지에서 오스만 제국을 상대로 승리를 거두었다. 신성 로마 제국군은 1688년 9월 25일 오스만 제국의 강력한 요새 중 하나이자 발칸반도의 문화 및 경제적 중심지였던 베오그라드를 점령하면서 오스만 제국은 이에 큰 위협을 느끼게 되었다. 
베오그라드의 함락으로 오스만 제국이 위기에 놓이자, 오스만 제국의 동맹국이었던 프랑스 왕국의 루이 14세는 1688년 9월 24일 오스만 제국을 구원하고자 병합 전쟁을 끝낸 라티스본 휴전협정을 영구적으로 이어갈 것을 선언했다. 라티스본 휴전협정의 당사자였던 네덜란드 공화국과 신성 로마 제국, 그리고 스페인은 휴전협정의 내용을 받아들일 수 없었기 때문에 이를 거부했다. 프랑스 왕국군은 1688년 9월 25일 라인강을 건너 필립스부르크와 기타 라인란트 지역의 여러 도시들을 공략할 준비를 마쳤는데, 이는 대튀르크 전쟁에서 전쟁을 이어가는 오스만 제국군을 독려하기 위함이었다. 실제로 프랑스의 침입으로 신성 로마 제국 내 강력한 제후였던 브란덴부르크 선제후 프리드리히 3세나 작센 선제후 요한 게오르크 3세, 헤센카셀 방백 카를 1세, 하노버 선제후 에른스트 아우구스투스는 합의를 통해 북독일 지역의 군대를 동원했고, 신성 로마 황제였던 레오폴트 1세는 오스만 제국과 대치하던 바이에른 선제후국, 뷔르템베르크 공국, 바덴 변경백국, 팔츠 선제후국 등의 군대를 남독일 지역을 방어하기 위해 다시 차출했다.
신성 로마 제국의 핵심 전력이 전장에서 차출되면서, 대튀르크 전쟁의 양상은 교착 상태에 빠지게 되었다. 1689년 오스만 제국이 크림반도를 침입한 러시아 차르국의 군대를 물리치고 1690년 베오그라드를 되찾았으나, 이후 1691년 슬란카멘 전투에서 신성 로마 제국군에 패배하였다. 러시아 차르국은 1695년부터 1696년까지 크림반도 대신 아조프해를 침입해 주요 항구를 확보하는데 성공했다. 베네치아 공화국 역시 모레아 지역을 정복했지만 오스만 제국과의 이누세스 해전에서 패배했다. 폴란드-리투아니아는 1694년부터 반격을 개시해 1698년 포트하이체 전투에서 큰 승리를 거두었다. 역사학자들은 1697년 벌어진 젠타 전투를 대튀르크 전쟁의 마지막 전투로 보고 있지만, 1699년까지 양측의 국지전은 지속적으로 발생했다.
1699년 카를로비츠 조약이 체결되면서 대튀르크 전쟁이 끝나게 되었지만, 러시아 차르국은 1700년 7월 13일 콘스탄티노플 조약을 체결해 아조프해에 대한 항구를 확보하게 되었다. 카를로비츠 조약이 실질적으로 우티 포시데티스를 적용했기 때문에, 신성 동맹의 각국은 전쟁 당시 점령한 영토를 그대로 편입시킬 수 있었다. 대튀르크 전쟁은 오스만 제국이 유럽에서 더 이상 열강이 아님을 입증한 첫 전쟁이었으며, 이 전쟁을 통해 오스트리아는 발칸반도의 열강으로 성장하게 되었다.

## 배경
러시아가 폴란드-리투아니아 연방으로부터 우크라이나 동부를 획득하고, 보흐단 흐멜니츠키의 반란이 연방에서 일어난 이후, 상당수 코사크들은 연방의 남동부에 머물고 있었다. 그들의 지도자인 페트로 도로셴코는 헤트만, 얀 3세 소비에스키에 대항해 반란을 일으켰고 오스만 제국과 연계하고자 했다. 폴란드-리투아니아 연방이 내부 분쟁으로 힘이 약해진 것을 알고 있던 메흐메트 4세는 국경에 위치한 카미에니에츠 포돌스키를 공격했다. 소규모 폴란드군은 대규모 오스만군에게 패배했다. 때때로 이것을 1672년-1676년의 폴란드-오스만 전쟁으로 알려져 있다. 첫 전투는 헝가리 스코노그라드(Sconograd)에서 일어났다. 폴란드군은 패배했다. 폴란드는 3달간 후퇴했다. 다음에 폴란드군은 4년 동안 오스만과 맞서 싸웠지만 성과가 없었다. 오스만은 더 나아가 러시아와도 전쟁을 벌이기도 했다.(러시아-투르크 전쟁 (1676-1681)) 카미에니에츠 포돌스키는 오스만에 항복했고, 오스만 술탄에게 포돌리아를 할양하고, 조공을 바치기로 했다.패배와 조약 조건이 바르샤바에 전해지자 세임은 조공을 반대했고, 얀 소비에스키 휘하에 대군을 조직했다. 1673년, 폴란드군은 호친 전투에서 승리했다. 오스만은 여전히 카미에니에츠 포돌스키를 보유하고 있었다. 폴란드 왕 미하우 코리부트 비시니오비에츠키가 죽자 세임은 얀 소비에스키를 폴란드 왕으로 추대했다.

## 전쟁
몇 년 동안의 평화 이후, 오스만 제국은 합스부르크 군주국을 공격했다. 교황 인노첸시오 11세는 신성 동맹을 발족했다. 1684년, 신성 로마 제국의 합스부르크 군주국을 중심으로 하여 베네치아 공화국과 폴란드-리투아니아 연방이 동맹에 가담했고, 러시아 차르국은 1686년에 동맹에 참여했다. 수많은 독일, 영국, 스코틀랜드 프로테스탄트들이 동맹군에 자원했다. 제2차 모하치 전투에서 동맹군은 오스만군을 격파했다.
러시아는 유럽 세력 동맹에 공식적으론 처음 참가했다. 이는 20세기까지 계속되는 일련의 러시아-투르크 전쟁의 시작을 알렸다. 크림 전역과 아조프 전역으로 통해 러시아는 오스만의 중요한 항구인 아조프를 획득했다. 1697년 젠타 전투에서의 승리와 작은 접전들 끝에 1699년 동맹군은 전쟁에서 승리했고 오스만은 카를로비츠 조약)에 서명했다. 오스만 제국은 헝가리, 트란실바니아, 슬라보니아(현 크로아티아 북동부)를 오스트리아에 할양했고 포돌리아(현 우크라이나 남서부)를 폴란드에 반환했으며 달마티아 (크로아티아 남서부) 대부분과 모레아(펠로폰네소스반도)를 베네치아에 할양했다. 후에 모레아는 1718년 파사로비츠 조약을 통해 되찾는다.

## 같이 보기
- 오스만의 유럽 침공
- 오스만-합스부르크 전쟁
- 크림 칸국

## 참고

### 내용주
1. ↑  부다가 1541년 8월 29일 오스만 제국군에 점령된 뒤, 왕령 헝가리의 수도는 포조니가 되었다.[6]